# Il Mattino della Domenica
Il Mattino della Domenica (en italien, Le Matin du dimanche) est un hebdomadaire généraliste suisse gratuit italophone publié dans le canton du Tessin.

## Historique
Fondé en 1990 par Giuliano Bignasca, en collaboration avec Flavio Maspoli, le journal devient rapidement[réf. nécessaire] l'organe officiel de la Ligue des Tessinois.

## Rédacteurs
- Lorenzo Quadri